# Seeboden am Millstätter See
Seeboden am Millstätter See (fino al 2011 Seeboden) è un comune austriaco di 6 302 abitanti nel distretto di Spittal an der Drau, in Carinzia; ha lo status di comune mercato (Marktgemeinde). Il 1º gennaio 1973 ha inglobato il comune soppresso di Lieserhofen.